# Sordavala
Sordavala (finska Sortavala och ryska Сортавала, före 1918 Сердоболь, Serdobol) är en stad i Karelska republiken i Ryssland. Sordavala ligger vid Vakkobukten, en del av sjön Ladoga, nära gränsen till Finland. Centralorten har cirka 19 000 invånare.

## Historik
Staden, som fick stadsrättigheter 1632, hörde till Kexholms län och var en del av Sverige fram till Freden i Nystad 1721. Sordavala är därmed den längst österut belägna staden som någonsin funnits i Sverige. Tillsammans med det övriga Gamla Finland (Viborgs län) återförenades staden med Finland 1812.
Under tiden inom Storfurstendömet Finland och inom Finland uppfördes en mängd byggnadsverk med kända arkitekter, som ännu präglar staden. 
Staden avträddes 1940 till Sovjetunionen, återerövrades av finländska trupper 1941, men gick på nytt förlorad genom vapenstilleståndsfördraget 19 september 1944. Den finländska befolkningen evakuerades till det återstående Finland.

## Geografi

### Klimat
|                                            | Jan   | Feb   | Mar  | Apr  | Maj  | Jun  | Jul  | Aug  | Sep  | Okt  | Nov  | Dec  |
| ------------------------------------------ | ----- | ----- | ---- | ---- | ---- | ---- | ---- | ---- | ---- | ---- | ---- | ---- |
| Normaldygnets maximitemperaturs medelvärde | −5,3  | −4,6  | 0,6  | 7,0  | 14,2 | 18,8 | 21,9 | 19,6 | 13,9 | 7,2  | 1,1  | −2,4 |
| Normaldygnets minimitemperaturs medelvärde | −11,5 | −11,6 | −7,4 | −1,7 | 3,7  | 9,0  | 12,5 | 10,9 | 6,5  | 2,0  | −3,3 | −8,1 |
|                                            |       |       |      |      |      |      |      |      |      |      |      |      |
| Nederbörd                                  | 47,2  | 35,9  | 34,6 | 31,7 | 42,9 | 61,8 | 58,0 | 84,8 | 63,5 | 68,9 | 65,9 | 62,4 |

| Diagram | temperaturer i °C • månadsnederbörd i mm • Källa: Сортавала погода | temperaturer i °C • månadsnederbörd i mm • Källa: Сортавала погода | temperaturer i °C • månadsnederbörd i mm • Källa: Сортавала погода | temperaturer i °C • månadsnederbörd i mm • Källa: Сортавала погода | temperaturer i °C • månadsnederbörd i mm • Källa: Сортавала погода | temperaturer i °C • månadsnederbörd i mm • Källa: Сортавала погода | temperaturer i °C • månadsnederbörd i mm • Källa: Сортавала погода | temperaturer i °C • månadsnederbörd i mm • Källa: Сортавала погода | temperaturer i °C • månadsnederbörd i mm • Källa: Сортавала погода | temperaturer i °C • månadsnederbörd i mm • Källa: Сортавала погода | temperaturer i °C • månadsnederbörd i mm • Källa: Сортавала погода | temperaturer i °C • månadsnederbörd i mm • Källa: Сортавала погода |
|         | 47 -5 -12                                                          | 36 -5 -12                                                          | 35 1 -7                                                            | 32 7 -2                                                            | 43 14 4                                                            | 62 19 9                                                            | 58 22 13                                                           | 85 20 11                                                           | 64 14 7                                                            | 69 7 2                                                             | 66 1 -3                                                            | 62 -2 -8                                                           |

## Bildgalleri

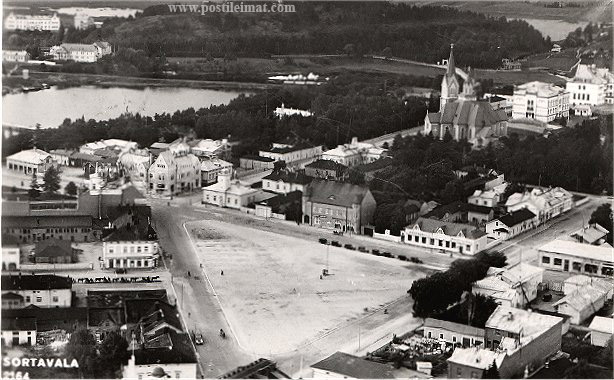
Triangeltorget i Sordavala
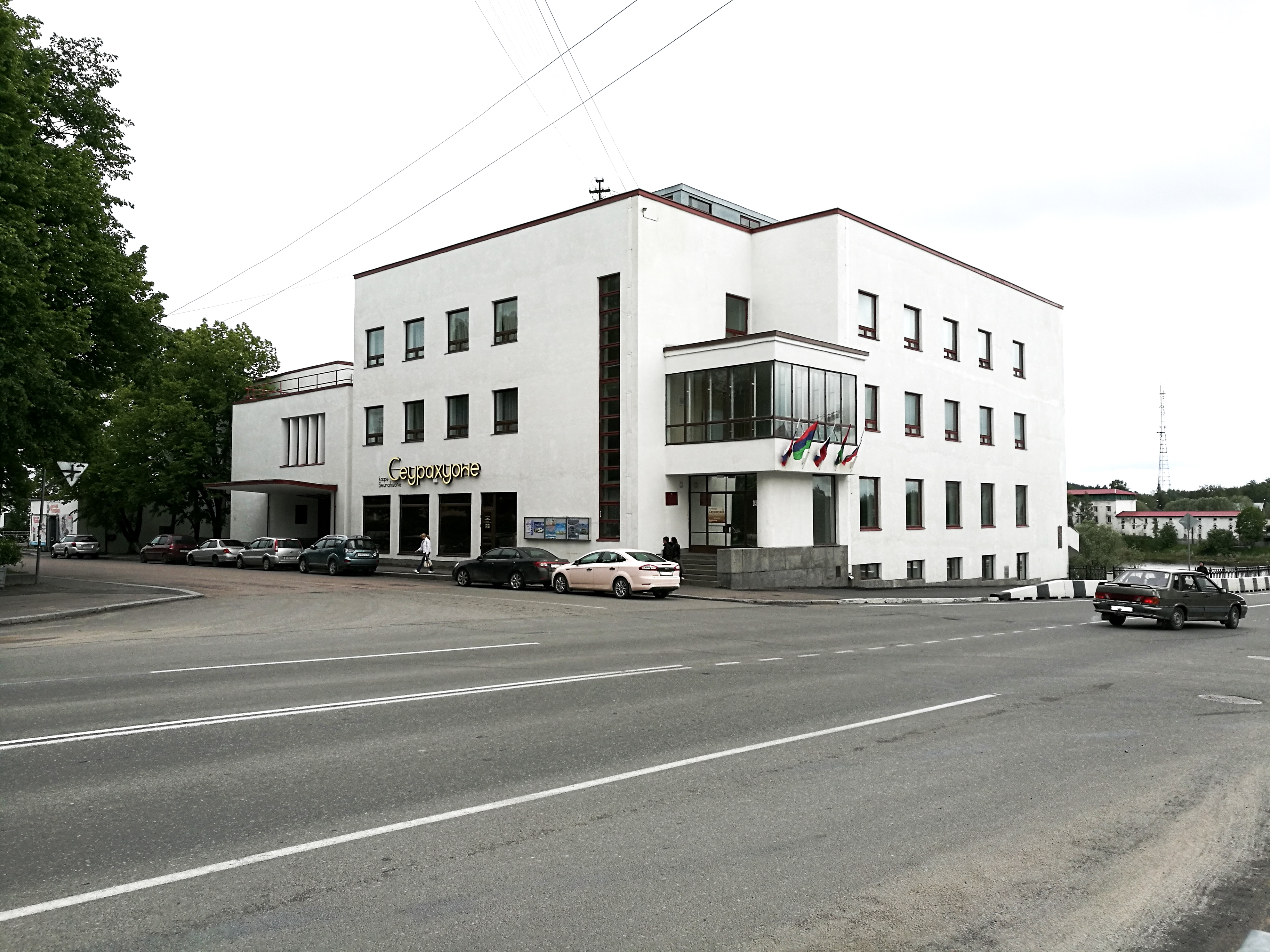
Seurahuone ("Societetshuset"), uppfört 1938–1939. Bilden är tagen 2016.
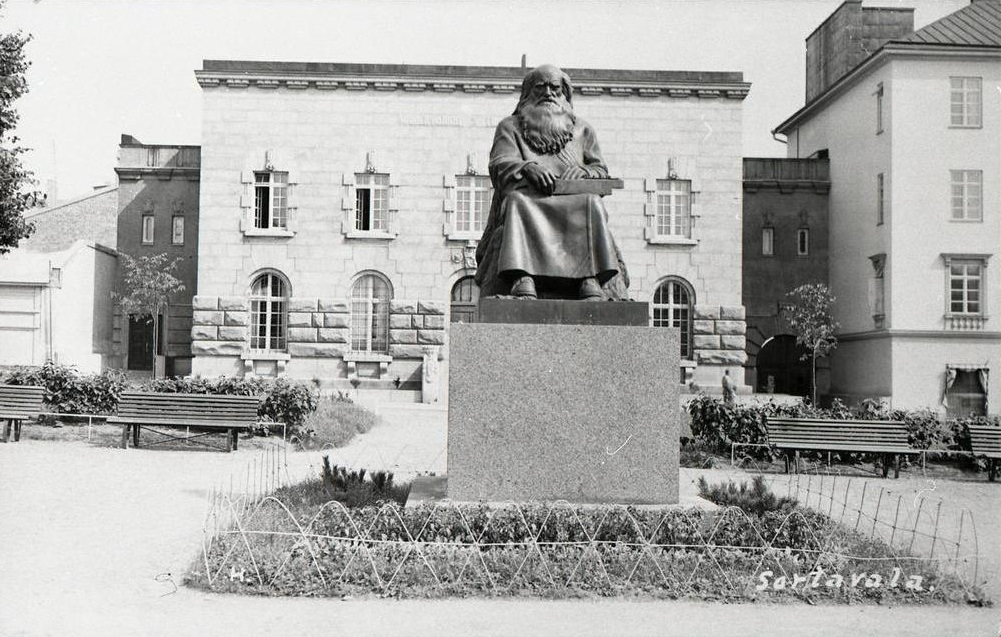
Staty över runosångaren Pedri Shemeikka i Väinämöinenparken, modellerad av Alpo Sailo och rest 1935